# Klaus Kinski
Klaus Kinski (18. října 1926, Sopoty, tehdejší německé město Zoppot – 23. listopadu 1991, Lagunitas, Kalifornie, USA) byl německý herec a režisér. Jeho častým spolupracovníkem byl režisér Werner Herzog.

## Životopis
Narodil se jako Nikolaus Gunter Nakszynski v rodině lékárníka. V pěti letech se rodina přestěhovala kvůli chudým poměrům do Berlína. Zde vyrůstal a v roce 1936 začal navštěvovat humanitní gymnázium prince Jindřicha v Berlíně-Schönebergu. Studia přerušil a narukoval do armády a poté odešel na frontu. Jako příkladný voják se neukázal, dezertoval na britskou stranu. Do konce 2. světové války byl v zajateckých táborech, kde okoušel herectví.
Po válce vystupoval na divadelních prknech jevištích v Baden-Badenu a Tübingenu, od roku 1946 působil na různých divadelních a kabaretních scénách v Berlíně (mj. Schlosspark-Theater, Theater in der Kaiserallee, Deutsche Theater a Hebbel-Theater). V dalších letech byl úspěšný v mnoha různých divadelních rolích.
Ve filmu se začal objevovat v epizodních rolích, bral jednu roli po druhé a vzhledem k jeho výrazné tváři dostával zejména role záporných postav. V 60. letech se jeho doménou staly kriminální příběhy, většinou na základě adaptací Edgara Wallaceho, italské westerny a thrillery, španělské horory, dobrodružné filmy atd.
Skutečný úspěch přišel s filmem Aguirre, hněv Boží (1972) režiséra Wernera Herzoga. Následovala další úspěšná spolupráce, za zmínku stojí film Nosferatu - Fantom noci, kde si zahrál roli Draculy, postava Vojcka ve stejnojmenném filmu, postava Fitzcarralda opět ve stejnojmenném filmu nebo postava Francisca Manoela da Silvy ve snímku Zelená kobra.
Byl celkem čtyřikrát ženatý, měl 2 dcery (Polu a Nastassju, obě se staly herečkami) a jednoho syna Nikolaie. Napsal a vydal dvě knihy pamětí (Ich bin so wild nach deinem Erdbeermund, 1975 – Jsem tak divý po tvých jahodových ústech; Ich brauche Liebe, 1991 – Potřebuji lásku).
Zemřel náhle, příčinou úmrtí byl infarkt.
V roce 2013 byl svou dcerou Poly Kinski obviněn z opakovaného incestu a sexuálního zneužívání, které trvalo mnoho let. Druhá hercova dcera Nastassja Kinski následně potvrdila, že její otec byl nevypočitatelný násilník a tyran a kdyby ještě žil, usilovala by o jeho trestní stíhání.

## Filmografie (výběr)
- Morituri, 1948
- Chladné srdce, 1950
- Hanussen, 1955
- Mrtvé oči Londýna, 1961
- Hostinec na Temži, 1962
- Tajemství indického chrámu, 1963
- Indický šátek, 1963
- Vinnetou – Rudý gentleman, 1964
- Pro pár dolarů navíc, 1965
- Doktor Živago, 1965
- Dobrodruh z Istanbulu, 1965
- Kulka pro generála, 1966
- Velký klid, 1968
- Pomsta vlkodlaka, 1970
- Hrabě Dracula, 1970
- Aguirre, hněv Boží, 1972
- Důležité je milovat, 1975
- Smrt darebáka, 1977
- Upír Nosferatu, 1979
- Vojcek, 1979
- Fitzcarraldo, 1982
- Voják, 1982
- Láska a peníze, 1982
- Netvor, 1985
- Upíři v Benátkách, 1986 (režie)
- Zelená kobra, 1987
- Paganini ve víru erotických vášní, 1989 (režie)